# 武田龍精
武田 龍精（たけだ りゅうせい、1940年12月31日 ‐ ）は、日本の宗教学者、浄土真宗の僧侶。龍谷大学名誉教授。

## 来歴
広島県に生まれる。被爆体験を経て地元高校卒業後、早稲田大学教育学部英文科卒。龍谷大学真宗学科卒。アメリカ合衆国クレアモント大学神学院でホワイトヘッド哲学、比較宗教を研究。1970年修士課程修了後、龍谷大学大学院文学研究科博士課程単位取得。
龍谷大学文学部助手、助教授、経済学部助教授、文学部教授、2001年「親鸞浄土教と西田哲学」で、文学博士（龍谷大学）を学位の取得。文学研究科長、龍谷大学仏教文化研究所所長、人間・科学・宗教オープンリサーチセンター長。2010年定年、名誉教授。
専攻は真宗学で、大乗仏教思想とホワイトヘッド哲学との比較研究、宗教思想と科学の対話などの課題に取り組む。

## 著書

### 単著
- 『親鸞数学の諸問題』（永田文昌堂 、1987年）
- 『親鸞浄土教と西田哲学』（永田文昌堂、1991年）
- 『宗教と科学のあいだ』（法藏館、2003年）
- 『宗教と科学』（龍谷大学仏教文化研究所、2005年）
- 『親鸞と蓮如 真実信心獲得の論理』永田文昌堂 2009
- 『真宗百論題の研究』永田文昌堂 2012

### 共編著
- 『親鸞浄土教とキリスト教』（永田文昌堂、1996年）
- 『親鸞とアメリカ 北米開教伝道の課題と将来』編著（龍谷大学仏教文化研究所、1996年）
- 『北米開教区』（龍谷大学仏教文化研究所、1997年）
- 『比較を超えて 宗教多元主義と宗教的真理 阿弥陀仏とキリスト・浄土と神の国』（永田文昌堂、1997年）
- 『宗教と科学仏教と環境=生命倫理 仏教とキリスト教との対話』（龍谷大学人間・科学・宗教オープンリサーチセンター、2003年）
- 『核の時代における宗教と平和ヒロシマ原爆展 ヒロシマ・ナガサキ被爆60周年』編 龍谷大学人間・科学・宗教オープン・リサーチ・センター 龍谷パドマ 2005
- 『仏教生命観からみたいのち』（法藏館、2005年）
- 『宗教者と科学者の対話 媒介する「新しい哲学」を求めて』（法藏館、2007年）
- 『往生論註出典の研究』編 龍谷大学仏教文化研究所 2008
- 『核の時代における宗教と平和 科学技術のゆくすえ』編 法藏館 人間・科学・宗教ORC研究叢書 2011

### 記念論文集
- 『科学時代における人間と宗教 武田龍精博士退職記念論集』法藏館 2010

## 論文
- Cinii

## 注
1. ↑  『現代日本人名録』2002年